# Dogaicoring Qiangco
Dogaicoring Qiangco (kinesiska: Duogecuoren Qiangcuo, 多格错仁强错) är en sjö i Kina. Den ligger i den autonoma regionen Tibet, i den sydvästra delen av landet, omkring 650 kilometer norr om regionhuvudstaden Lhasa. Dogaicoring Qiangco ligger 4 787 meter över havet. Arean är 210 kvadratkilometer. Den sträcker sig 18,9 kilometer i nord-sydlig riktning, och 23,2 kilometer i öst-västlig riktning.
Genomsnittlig årsnederbörd är 288 millimeter. Den regnigaste månaden är juli, med i genomsnitt 82 mm nederbörd, och den torraste är december, med 1 mm nederbörd.